# 灰栒子
灰栒子为蔷薇科栒子属的植物。分布在蒙古以及中国大陆的西藏、甘肃、河南、内蒙古、山西、青海、陕西、湖北、河北等地，生长于海拔1,400米至3,700米的地区，多生长在山坡、山沟、山麓和丛林中。

## 变种
- 灰栒子密毛变种（Cotoneaster acutifolius var. villosulus），又称毛灰栒子，分布于中国河北、陕西、甘肃、湖北、四川等省。生长于海拔1000-2200米的山谷或草坡丛林中。